# سانتوميرا
بلدية سانتوميرا (بالإسبانية: Santomera) هي بلدية تقع في منطقة مرسية جنوب شرق إسبانيا.

## الديموغرافيا
بلغ عدد سكان بلدية سانتوميرا 15.649 نسمة عام 2011 (وفقاً للمعهد الوطني الإسباني للإحصاء).
| 9.978 | 10.594 | 12.131 | 13.417 | 14.323 | 15.319 | 15.649 |